# Jaciment arqueològic de la Cruïlla de Cornellà
El Jaciment arqueològic de la Cruïlla de Cornellà està situat a Medinya, municipi de Sant Julià de Ramis (Gironès), inclòs a l'Inventari del Patrimoni Arqueològic i Paleontològic de Catalunya.
Inclou del Paleolític mitjà i des del Bronze final fins a Ferro-Ibèric Antic.

## Descripció
Es tracta d'una estació a l'aire lliure del Paleolític mitjà (mosterià), situada a la cruïlla de la carretera N-II amb la de Cornellà de Terri, en el veïnat de Medinyà, en un turonet envoltat pels rius Ter i Terri.

## Descobriment i història de les intervencions arqueològiques
L'any 1943 M.Oliva recollí un fragment de ceràmica hallstàttica, l'any 1967 M. Marisch recollí material divers i l'any 1977 durant les obres d'eixamplament de la carretera N-II, N. Sànchiz materials del Paleolític.

## Troballes
S'hi recollí indústria lítica. El quars i el pòrfir són els elements més utilitzats pels caçadors de la cruïlla. Es trobaren 25 peces, de les quals 13 són eines. La indústria sobre el còdol la componen dos instruments: un disc bifacial i un còdol amb retocs unifacials que produeixen una osca.
D'una banda hi ha un conjunt de 25 peces: 2 eines sobre còdol, 1 disc bifacial en pòrfir i 1 unifacial, 8 fragments, entre els quals hi ha 1 osca, 1 denticulat, 2 "chopping-tools" i dues peces retocades. 15 ascles, 1 rascadora, 2 osques, 1 bec i 1 punta. Les matèries primeres són totalment locals, extretes de la zona fluvial, havent-hi un predomini del quars i pòrfir. El procés de talla s'observa en la producció d'ascles i la preparació de talons que mostra la presència important de la tècnica levallois.
D'altra banda, l'any 1967 en l'ampliació de la carretera N-II es localitzaren pedres cremades, 1 molí i 1 tros de fusta cremada.